# Eugène Rousseau (artiste)
Pour les articles homonymes, voir Eugène Rousseau et Rousseau.
François-Eugène Rousseau, né à Paris le 17 mars 1827 et décédé dans la même ville le 12 juin 1890, est un maître verrier, artiste du mouvement des arts décoratifs.
Son œuvre introduit le japonisme dans la verrerie française, puisque ses créations reprennent la plupart du temps des motifs japonais.

## Biographie
Eugène Rousseau s´établit dès 1855 en tant que marchand spécialisé dans la porcelaine et la faïence au numéro 43 de la rue Coquillière à Paris. L´établissement se trouve dans l´ancienne maison Duban, fondée en 1753 à cette adresse, louée depuis 1826 par son père Joseph Rousseau dont il prend la relève alors qu´il a 28 ans. Il se tourne vers le verre un peu plus tard dans sa carrière, lorsqu´il s´intéresse aux motifs japonisants.
Il s´intéresse aux techniques innovantes de ses contemporains, et demande à Marc-Louis Solon, alors décorateur à la manufacture de Sèvres, de réaliser des œuvres dites "pâtes rapportées" que Solon signera sous le pseudonyme "Milès". La technique de la pâte rapportée (ou pâte-sur-pâte) est alors novatrice, et consiste à appliquer de la pâte liquide sur un vase cru pour dessiner des motifs en relief .
En 1867, Eugène Rousseau fait réaliser par Félix Bracquemond un service de porcelaine destiné à être présenté à l'exposition universelle à Paris, où pour la première fois un artiste européen copie directement un artiste japonais, en reproduisant des figures animales de la Manga d'Hokusai que Bracquemond avait découverte en 1856 dans l'atelier de son imprimeur Auguste Delâtre, après avoir été utilisée pour caler un envoi de porcelaines. La commande des deux cents pièces est passée à la Manufacture Lebeuf, Milliet et Cie installée à Creil et Montereau. À la suite du succès de ce service, l'esthétique japonaise influencera la production de Rousseau.
En 1871 il travaille avec Henri Lambert  qui réalise un service Boucheron japonisant, exposé à l´Union centrale en 1874.

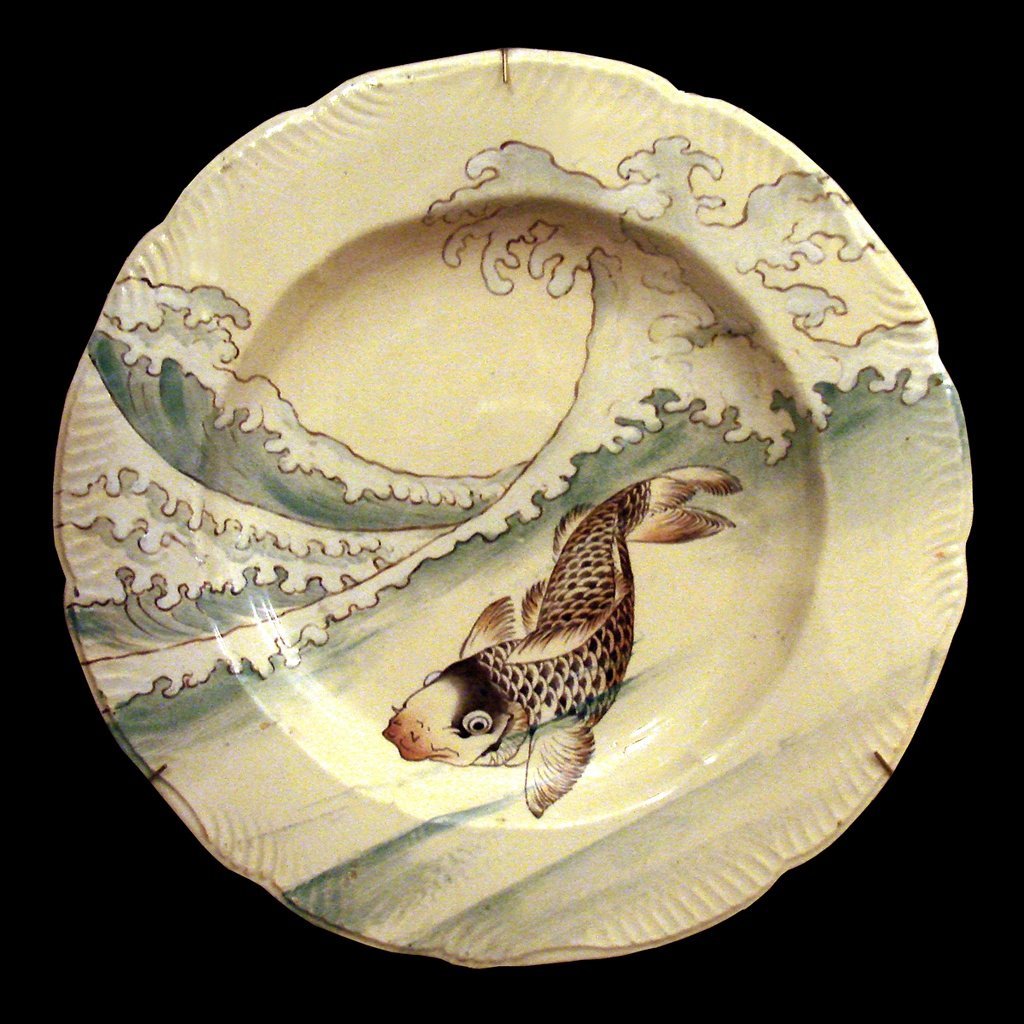
Assiette du service de table Lambert-Rousseau (1873), conservée au musée d´Orsay

En 1877, il travaille avec Alphonse-Georges Reyen.
En 1884, il est le premier à exposer du verre craquelé à l´Union centrale des arts décoratifs, réalisé selon une technique vénitienne du XVIe siècle.
Il travaille beaucoup avec les verriers Appert Frères, localisés à Clichy, qui vont réaliser parmi ses plus belles pièces.
Eugène Rousseau est à l´époque un marchand et artiste de renom, reconnu dans le monde des arts parisien. Il est notamment membre de l´Union centrale des Arts décoratifs dès sa création en 1862, et reçoit la croix de chevalier de la Légion d´Honneur, le 25 juillet 1885.
En fin de carrière, il s´associe avec Ernest-Baptiste Léveillé, qui fut également son élève. Ensemble, ils réalisent une collection d´imitations de pierres précieuses. Léveillé poursuivra l'œuvre d'Eugène Rousseau après sa mort, ayant racheté le fonds de son atelier rue Coquillière en 1885, et poursuit l'activité  sous le nom de « Maison Rousseau et Léveillé réunies » jusqu'en 1890,.

## Galerie

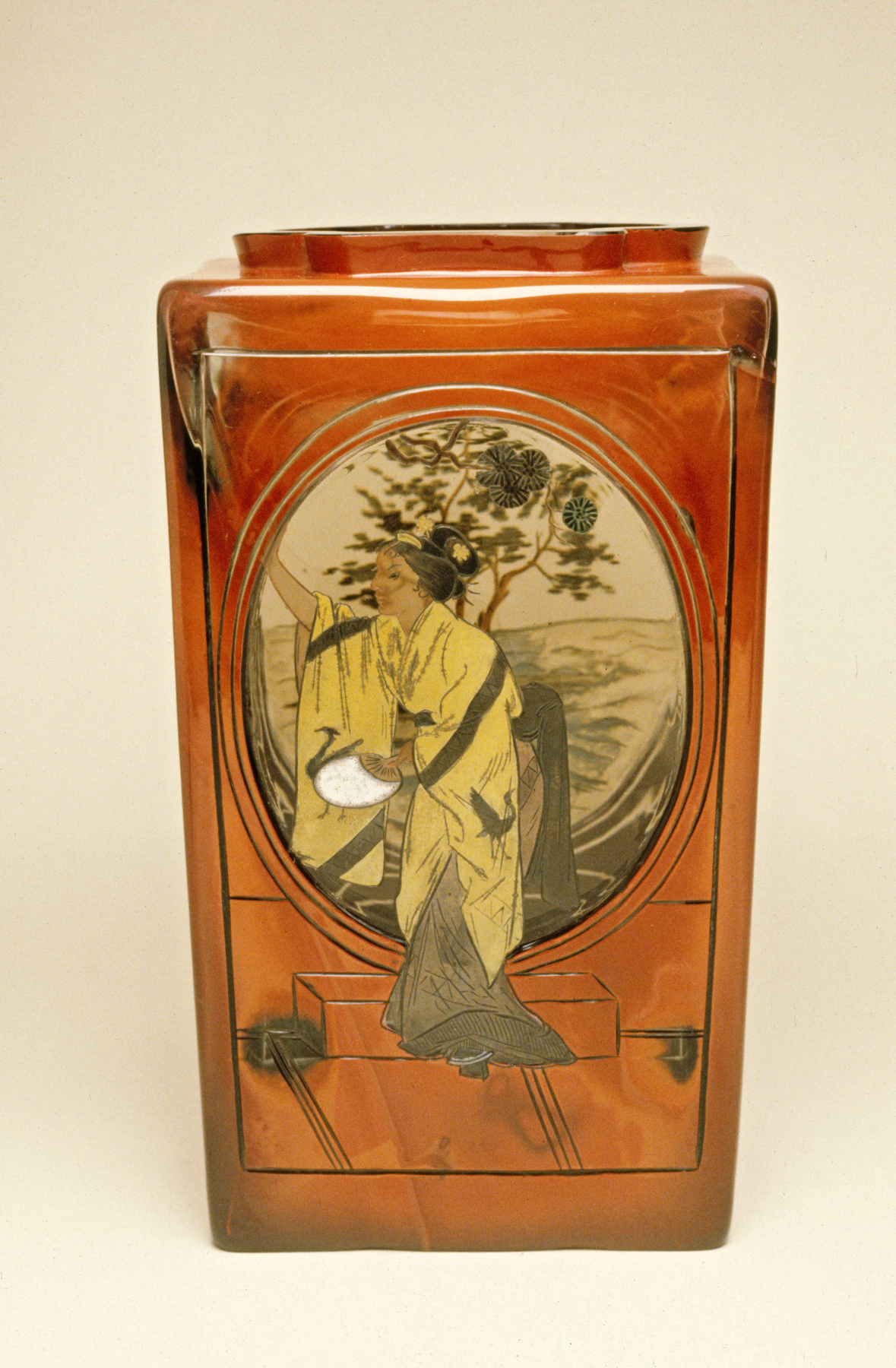
Vase montrant une femme japonaise, modèle d´Eugène Rousseau, réalisation par la verrerie Appert Frères
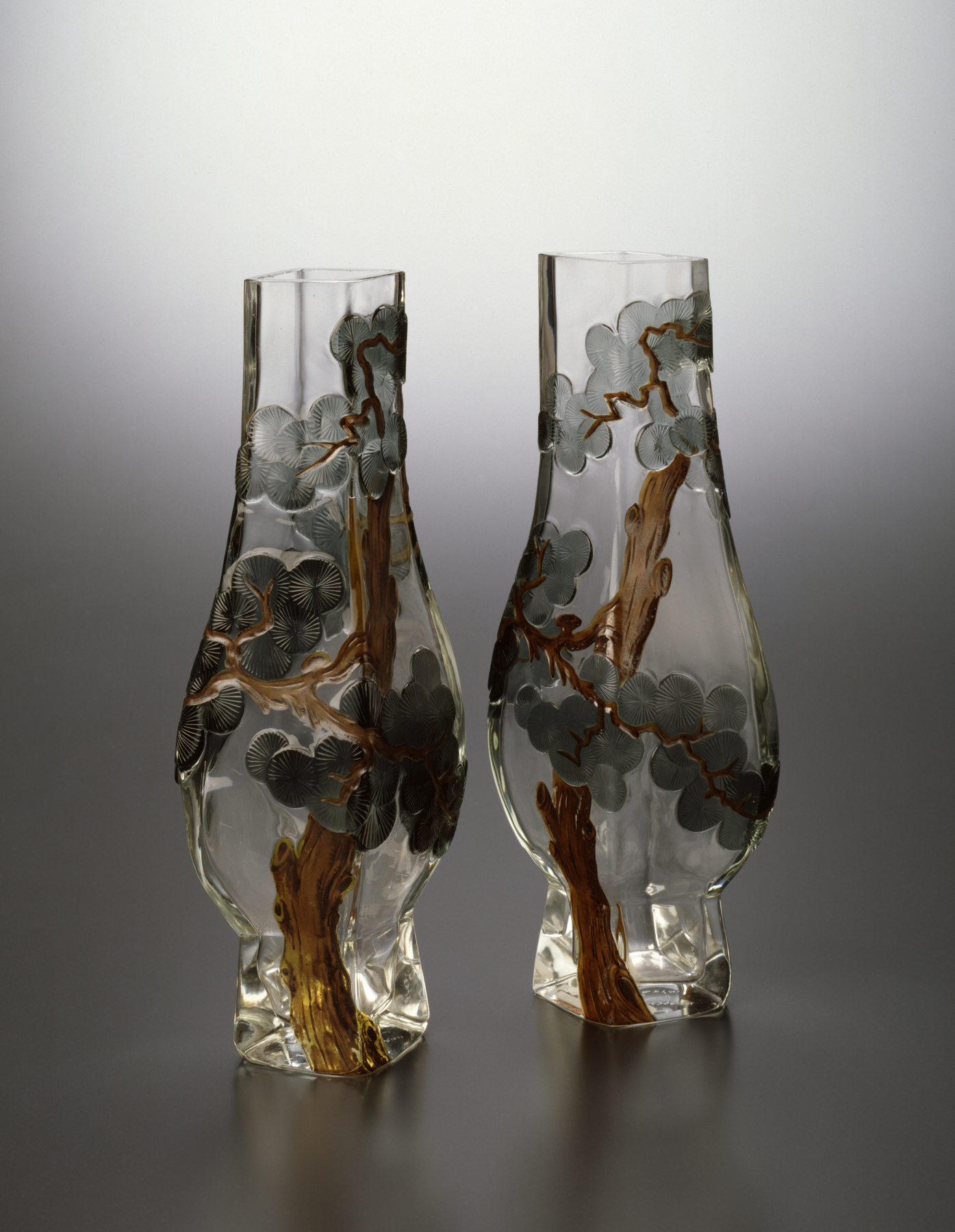
Deux vases montrant des pins, modèle d´Eugène Rousseau, réalisation par la verrerie Appert Frères
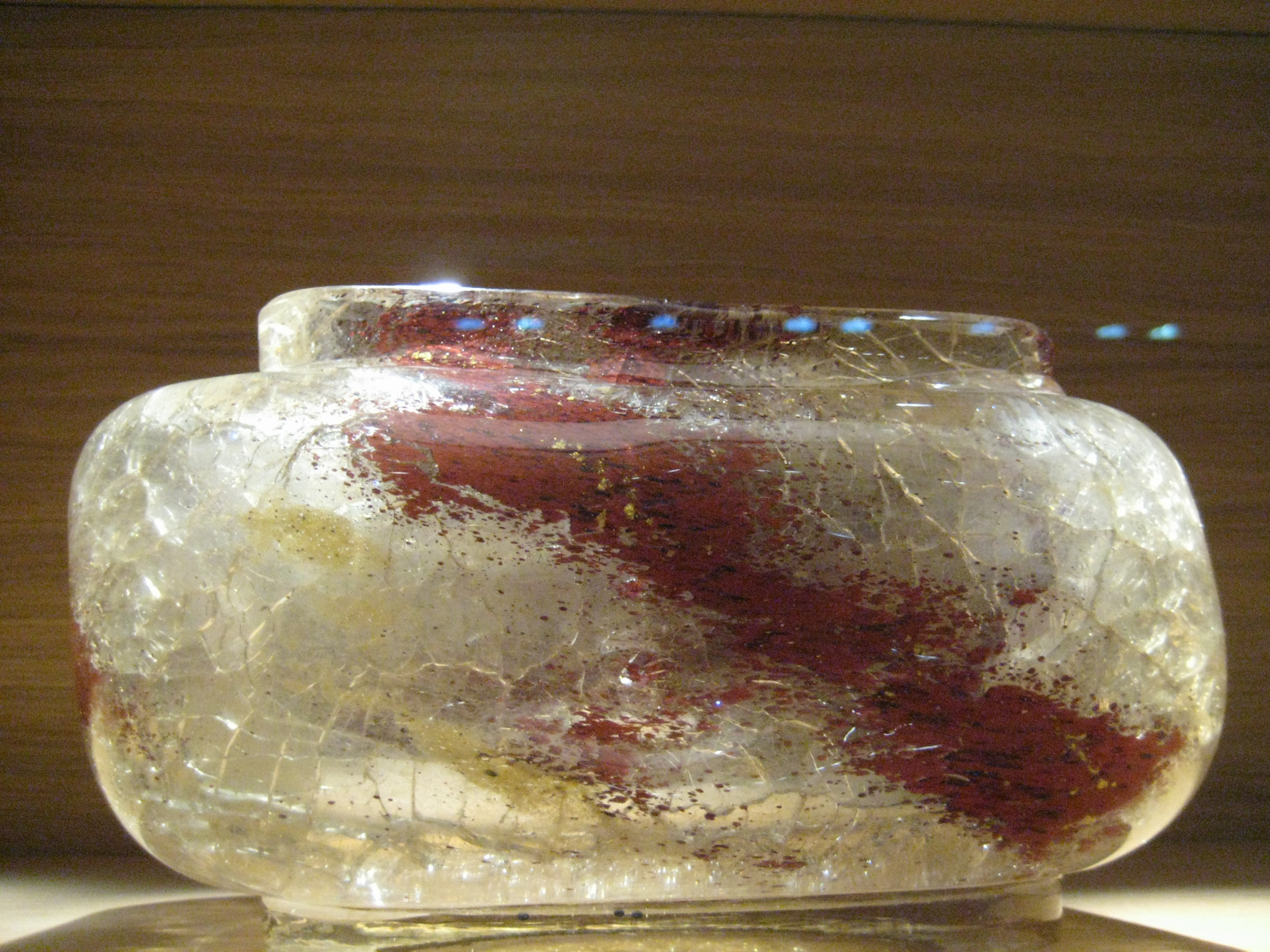
Jardinière, modèle d´Eugène Rousseau, réalisation par la verrerie Appert Frères
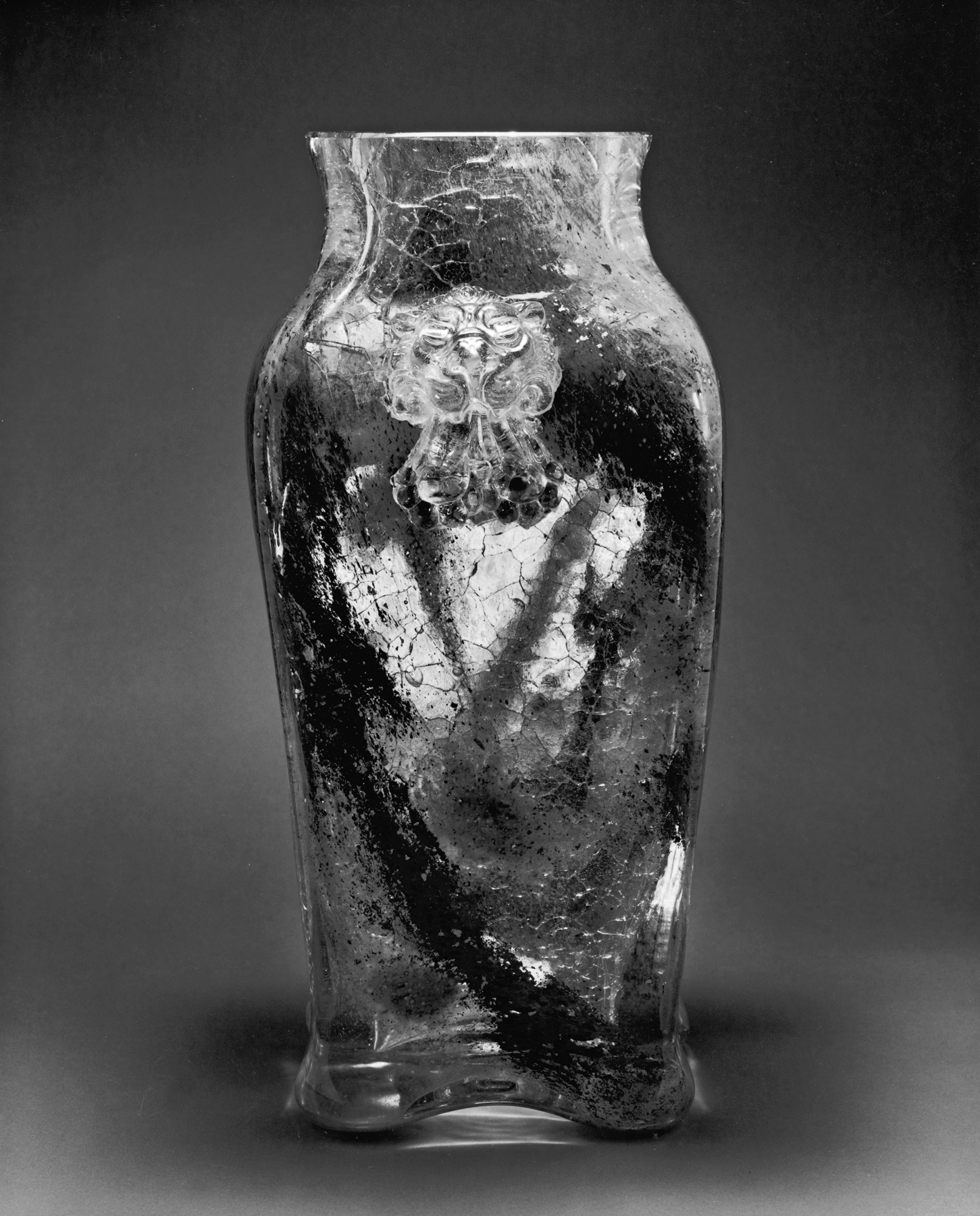
Vase, modèle d´Eugène Rousseau, réalisation par la verrerie Appert Frères
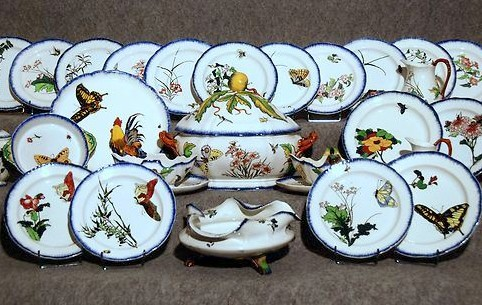
Service Rousseau, 1867, dessiné et réalisé par Félix Bracquemond sur une commande d´Eugène Rousseau
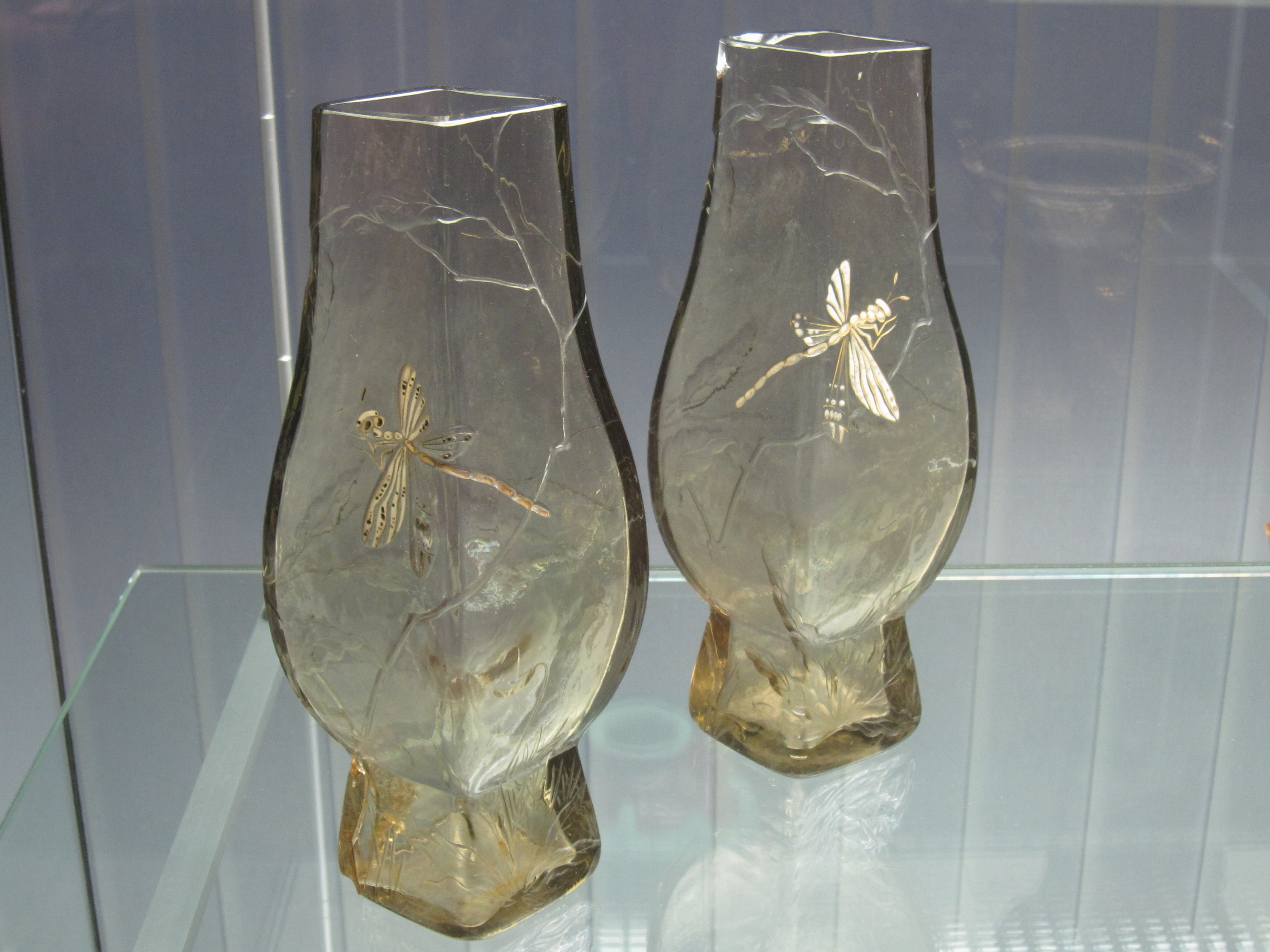
Deux vases avec libellules, 1885, d´Eugène Rousseau
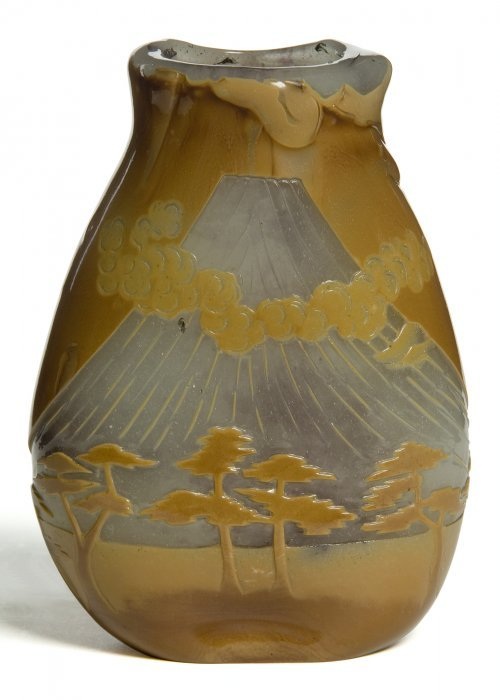
Vase Mont Fuji, 1884, d´Eugène Rousseau